# Harty, England
Harty var en civil parish fram till 1968 när blev den en del av Queenborough in Sheppey, i grevskapet Kent, i England. Civil parish var belägen 6 km från Faversham och hade 55 invånare år 1961. Byar nämndes i Domedagsboken (Domesday Book) år 1086, och kallades då Herte.